# Bonorva
Bonorva (Bonorva o 'Onorva in sardo) è un comune italiano di 3 074 abitanti della città metropolitana di Sassari in Sardegna.
Denominata da Giovanni Spano la Siena sarda, per la purezza della Lingua sarda logudorese che viene parlata nel paese.

## Geografia fisica

### Territorio
Il comune di Bonorva è situato nella regione storica del Logudoro e nella sub-regione del Meilogu, a circa 156 km a nord di Cagliari e a circa 47 km a sud-est di Sassari. Nel suo territorio si trova l'altopiano di Campeda.
Il territorio bonorvese presenta un profilo geometrico irregolare con variazioni altimetriche accentuate, che vanno dai 314 m s.l.m ai 791 m s.l.m.
Il centro abitato si trova lungo un pendio ripido a 509 m s.l.m., che ha alle sue spalle l'Altopiano di Campeda e ai suoi piedi la fertile piana di Santa Lucia.
Vi scorre il fiume Cumone.

## Origini del nome
Il poleonimo deriva dal latino Bonus orbis e significa "buona terra" oppure dalla radice latina Urbs, urbis, perciò significherebbe "città buona". O anche Bono Orbas che significa "buone case".

## Storia

### Preistoria
Abitata sin dall'età preistorica, divenne un importante centro durante il periodo della civiltà prenuragica e nuragica.

### Epoca romana
Fu poi centro dell'epoca romana, come testimonia la presenza di un'importante strada consolare.

### Medioevo
Nel medioevo appartenne al giudicato di Torres e fece parte della curatoria di Costaval, della quale era capoluogo Rebeccu, attuale frazione di Bonorva. Nel territorio sorgeva anche un'altra villa, Terchiddo, che fu completamente abbandonata nel 1665. Nel 1259 venne acquisita dai Malaspina, che regnarono dopo la fine del giudicato. Nel 1347 fu teatro di un combattimento tra i Doria e gli Aragonesi capeggiati da Guglielmo di Cervellon (battaglia di Aidu de Turdu); nonostante la sconfitta gli aragonesi si impadronirono del territorio successivamente. Sotto gli spagnoli il territorio venne nominato contea nel 1630, assegnata ai Ledà - Carillo. La contea venne poi incorporata nel marchesato di Villarios, formato da Bonorva, Rebeccu e Semestene. Con l'abolizione del sistema fudale il paese venne riscattato nel 1839 agli Amat, che successero ai Ledà-Carrillo e che furono gli ultimi feudatari.

### Simboli
Lo stemma e il gonfalone del comune di Bonorva sono stati concessi con decreto del presidente della Repubblica del 10 aprile 1967.
Il gonfalone è un drappo partito di azzurro e di verde.

## Monumenti e luoghi d'interesse

### Architetture religiose

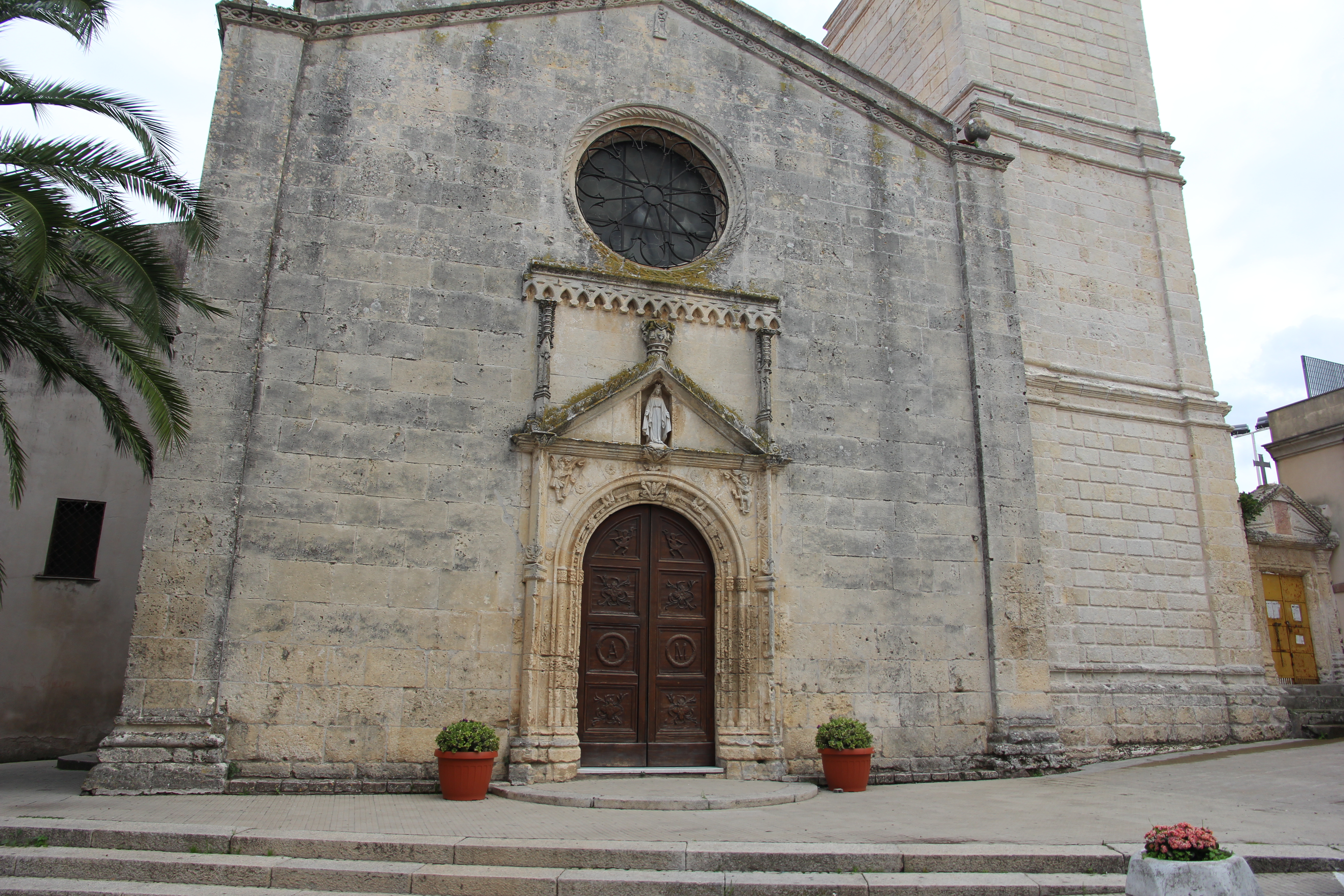
Chiesa della Natività di Maria

- Chiesa di San Giovanni Battista, consacrata nel 1174
- Chiesa di Santa Vittoria, risalente al XVII secolo
- Chiesa di San Simeone con l'omonimo sito archeologico nell'altipiano di Campeda, recentemente restaurata
- Chiesa di San Lorenzo di Rebeccu, XII secolo
- Chiesa di Santa Giulia, in Rebeccu, XII secolo
- Chiesa della Natività di Maria o Santa Maria Maggiore parrocchiale, tardogotica edificata tra il 1582 e il 1610
- Chiesa di Sant'Antonio del XVII secolo
- Chiesa di Santa Lucia, XIV secolo

### Architetture civili
- Il Museo civico archeologico di Bonorva, situato nell'ex convento di S.Antonio, costituito da quattro sale, suddivise per epoca storica.

### Altro
- Monumento al pane Zichi, il pane tipico del paese del Meilogu. Opera dell'artista Giuseppe Carta.

### Siti archeologici
- Necropoli di Sant'Andrea Priu un complesso funerario composto da venti domus de Janas a dieci chilometri dal Paese.
- Fonte di Su Lumarzu (Rebeccu). Una piccola fonte di epoca nuragica, fu studiata da Antonio Taramelli.
- Nuraghe Spadularzu
- Nuraghe Monte Donna

## Società

### Evoluzione demografica
Abitanti censiti

Nel 1871 arrivò ad essere l'11º comune della Sardegna per popolazione.

### Etnie e minoranze straniere
Secondo i dati ISTAT al 31 dicembre 2016 la popolazione straniera residente era di 41 persone pari al 1,2% della popolazione residente. La comunità straniera più numerosa è quella proveniente dalla Romania con 23 residenti pari al 56,1% di tutti gli stranieri presenti sul territorio. Le altre nazionalità maggiormente rappresentate in base alla loro percentuale sul totale della popolazione residente erano:
- Albania 8 (19,51%)
- Cina 5 (12,20%)
- Svizzera 1 (2,44%)
- Marocco 1 (2,44%)
- Slovacchia 1 (2,44%)
- Moldavia 1 (2,44%)
- Sudan 1 (2,44%)

### Tradizioni e folclore

#### Festività
Famoso in tutto il Logudoro il suo carnevale, considerato uno dei più belli della Sardegna per i suoi carri allegorici costruiti dai ragazzi bonorvesi e per il numero di mascherate che circolano per il paese nei giorni del carnevale. Altro evento legato al carnevale bonorvese sono le pariglie che si svolgono nel fine settimana dopo Martedì grasso,dove i migliori cavalieri di Bonorva si esibiscono in acrobazie a dorso di un cavallo.
Ad agosto nel sabato che precede Ferragosto si svolge la sagra del zichi che richiama migliaia di persone da tutta la Sardegna.
Il 6 di settembre si svolge la festa patronale organizzata dai cinquantenni, della durata di tre giorni, in occasione della quale negli anni 2010 si sono esibiti cantanti di fama nazionale ed internazionale come Edoardo Bennato, Baby K con Clementino (rapper), Caparezza, Loredana Bertè ed infine nel 2018 i Nomadi.
Altre feste sono la festa campestre di Santa Lucia il 1 maggio che si svolge nell'omonima piana, la festa di Santa Vittoria, la festa di san Giovanni Battista il 24 giugno, la celebrazione di san Simeone il secondo fine settimana di luglio, la festa della Madonna degli Angeli il 31 luglio ed infine la festa di Santa Barbara il primo sabato di ottobre.

## Cultura

### Istruzione
Per quanto riguarda le scuole di tutti i gradi sono presenti un asilo nido,due scuola dell'infanzia, una scuola primaria,una scuola secondaria di primo grado ed infine un istituto professionale per l'agricoltura situato nella piana di Santa Lucia a circa 6 km dal centro abitato. Presente nell'abitato anche un museo archeologico.

### Musica
Nel paese ha sede il coro Paulicu Mossa, che si esibisce periodicamente in brani della tradizione sarda in giro per la Sardegna e l'Italia.

### Cucina

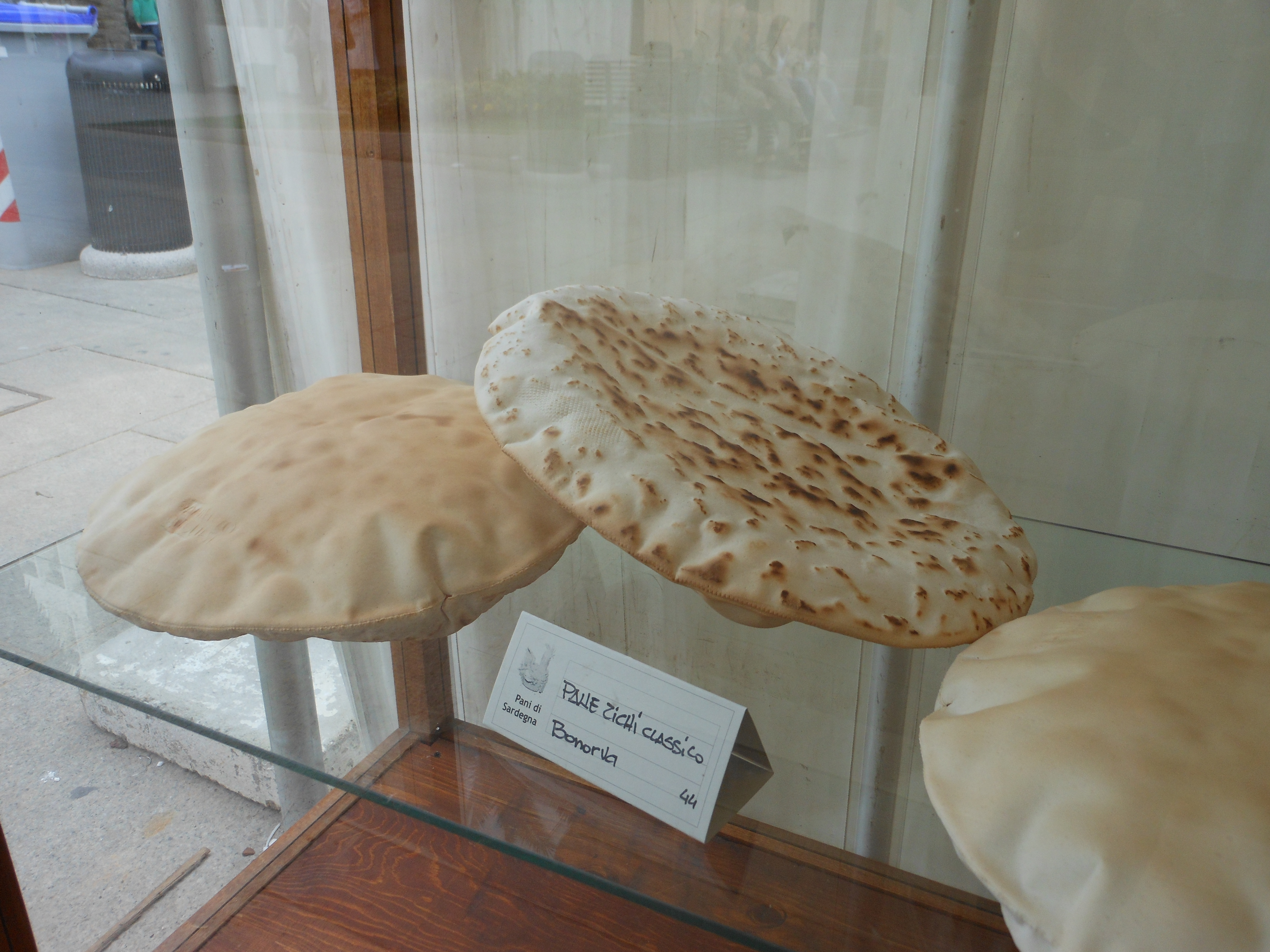
Il zichi, il pane tradizionale di Bonorva

Annoverato in tutta la Sardegna il suo pane tradizionale, il Zichi.

## Geografia antropica

### Frazioni
- Rebeccu
- Ospedaletto
- Monte Cujaru

## Economia

### Artigianato
Tra le attività più tradizionali e rinomate vi sono quelle artigianali, che si distinguono per l'arte della tessitura, finalizzata alla produzione di tappeti e di arazzi, realizzati con telai orizzontali e caratterizzati da colori e da disegni ispirati sia dai modelli antichi sia dalle tendenze ed esigenze più moderne.
Nella zona industriale sono presenti varie aziende operanti nel settore della produzione e lavorazione della plastica, nel settore dell'allumino e nel settore della produzione di materassi, nonché nella produzione del pane tipico locale, il Zichi.

### Agricoltura
In passato l'economia era basata sull'agricoltura,in particolar modo sulla produzione del Triticum nella fertile piana di Santa Lucia, a tal punto da venir denominata il granaio della Sardegna.
Sviluppati sono l'agricoltura e l'allevamento ovino, bovino e suino.

### Settore terziario
Il settore terziario si compone di una discreta rete distributiva e di servizi, tra i quali si annoverano due case di riposo, un poliambulatorio, un Banco di Sardegna, un ufficio postale, la caserma della compagnia dell'Arma dei Carabinieri con adiacenti alloggi ed infine la caserma del Corpo Forestale e di Vigilanza Ambientale.

## Infrastrutture e trasporti

### Strade
Il collegamento del paese con il territorio circostante è garantito principalmente dalla SP 43, che permette inoltre di raggiungere il vicino tracciato della SS 131 distante 1 km.

### Ferrovie

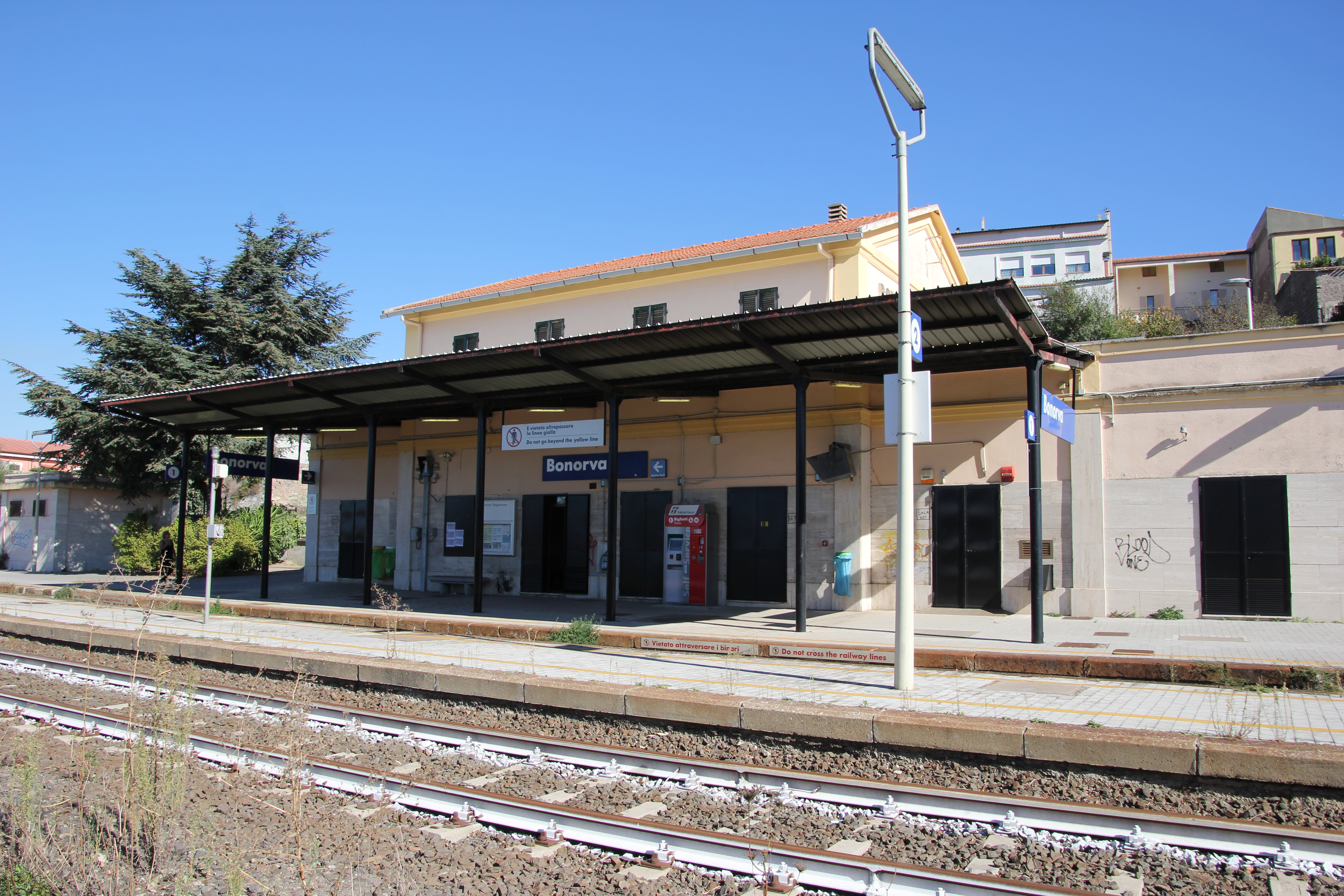
La stazione ferroviaria di Bonorva

Bonorva è servita dal 1880 dalla omonima stazione ferroviaria: situata nella periferia sud-ovest del paese e lungo la Dorsale Sarda, è gestita da RFI ed è servita dai treni di Trenitalia.

## Amministrazione
| Periodo         | Periodo        | Primo cittadino    | Partito                                  | Carica  | Note   |
| --------------- | -------------- | ------------------ | ---------------------------------------- | ------- | ------ |
| 27 aprile 1997  | 13 maggio 2001 | Giammario Senes    | L'Ulivo                                  | sindaco | [ 6 ]  |
| 13 maggio 2001  | 28 maggio 2006 | Antonio Zanza      | lista civica                             | sindaco | [ 7 ]  |
| 28 maggio 2006  | 15 maggio 2011 | Mimmia Deriu       | lista civica                             | sindaco | [ 8 ]  |
| 15 maggio 2011  | 5 giugno 2016  | Giammario Senes    | lista civica "Progetto per Bonorva"      | sindaco | [ 9 ]  |
| 5 giugno 2016   | 11 giugno 2021 | Massimo D'Agostino | lista civica "Idee per Cambiare Bonorva" | sindaco | [ 10 ] |
| 11 ottobre 2021 | in carica      | Massimo D'Agostino | lista civica "Idee per Bonorva"          | Sindaco | [ 11 ] |

## Sport

### Ciclismo
In passato era presente una squadra di ciclismo denominata "Santa Barbara".
Ha ospitato l'arrivo della prima tappa del Giro di Sardegna 2010 vinta da Francesco Gavazzi.

### Calcio
La locale squadra di calcio, A.S.D. Polisportiva Bonorva, è stata fondata nel 1960: i suoi colori sociali sono il bianco-rosso e vanta come massima categoria raggiunta otto stagioni (la prima in Prima Categoria 1962/1963, l'ultima in Promozione 1970/1971) nel massimo livello regionale (di cui tre a girone unico). Nella stagione 2017-2018 partecipa al campionato di Promozione girone B.

### Pallavolo
È presente anche una squadra di pallavolo maschile: la Virtus Bonorva, avente come colori sociali il blu e il verde.